# (21059) Penderecki
(21059) Penderecki est un astéroïde de la ceinture principale.

## Description
(21059) Penderecki est un astéroïde de la ceinture principale. Il fut découvert le 9 avril 1991 à Tautenburg par Freimut Börngen, et a été nommé en l'honneur du compositeur polonais Krzysztof Penderecki. Il présente une orbite caractérisée par un demi-grand axe de 2,96 UA, une excentricité de 0,07 et une inclinaison de 10,9° par rapport à l'écliptique.
L'astéroïde est nommé en l'honneur du compositeur polonais Krzysztof Penderecki (1933-2020).

## Compléments